# Monochaetum tachirense
Monochaetum tachirense är en tvåhjärtbladig växtart som beskrevs av John Julius Wurdack. Monochaetum tachirense ingår i släktet Monochaetum och familjen Melastomataceae. Inga underarter finns listade i Catalogue of Life.